# Evropská silnice E19
Evropská silnice E19 je evropskou silnicí 1. třídy. Začíná v Nizozemsku, v Amsterdamu a končí v Paříži. Celá trasa měří 551 kilometrů.

## Trasa
- Nizozemsko
  - Amsterdam – Leiden – Haag – Rotterdam – Breda

- Belgie
  - Antverpy – Mechelen – Brusel – Mons

- Francie
  - Valenciennes – Cambrai – Compiègne – Paříž

## Galerie

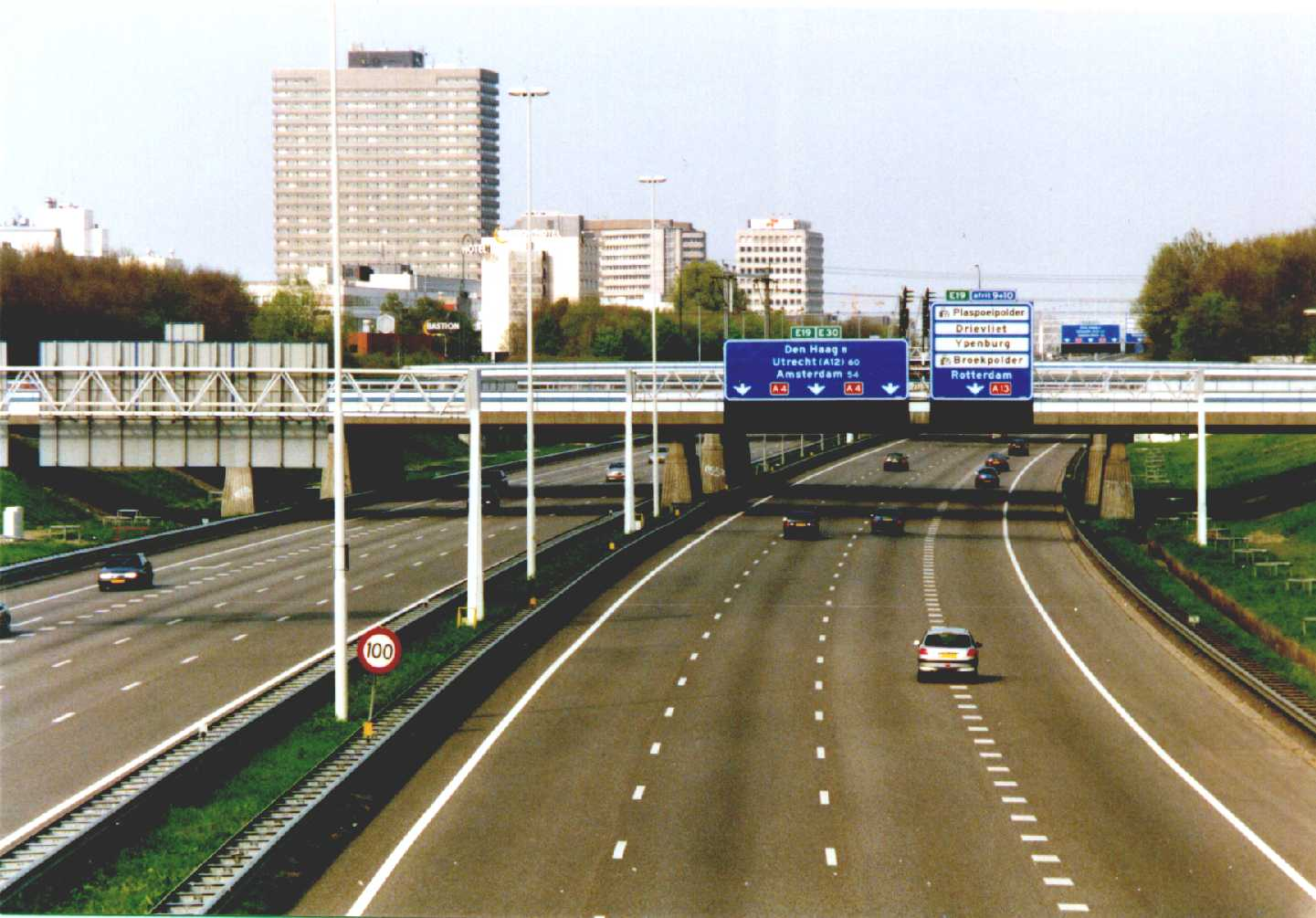
E19 v Rijswijku
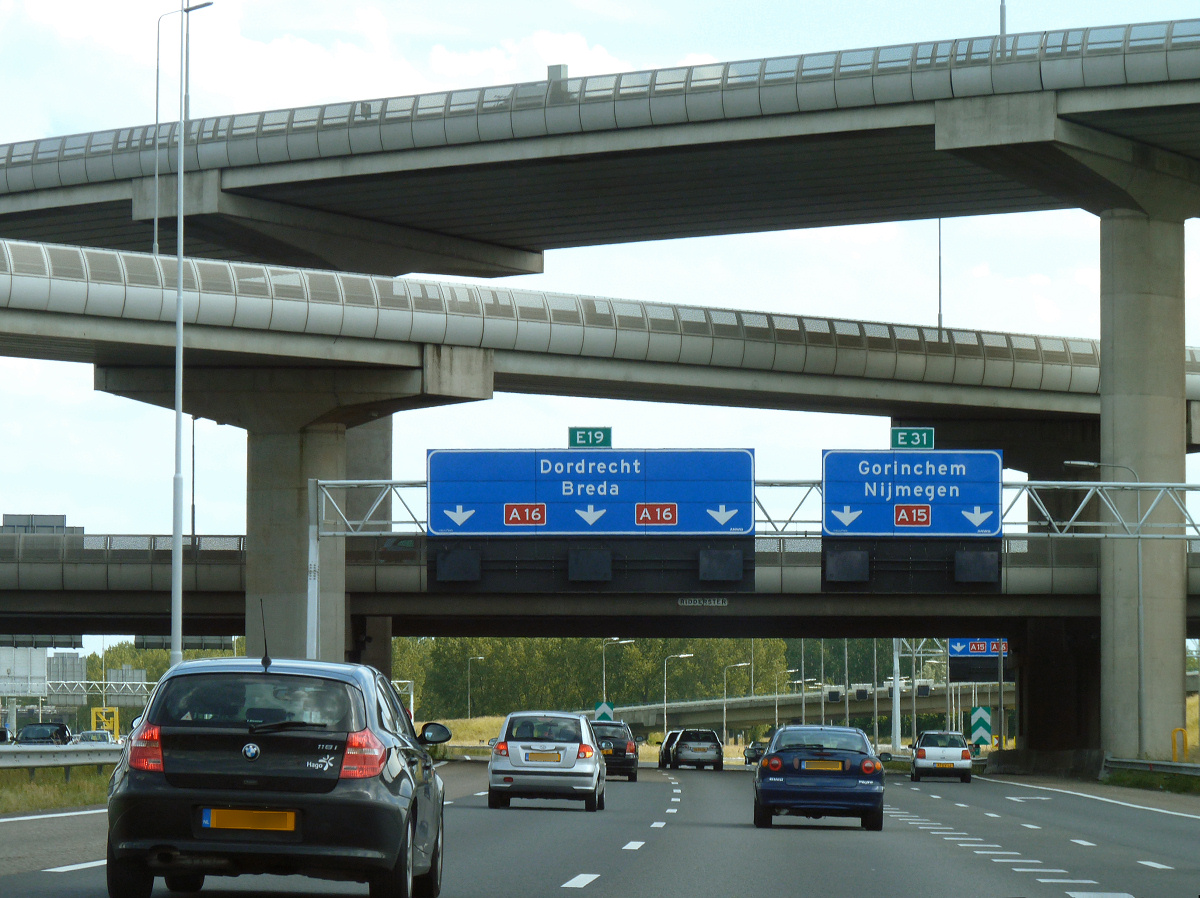
E19 v Nizozemsku
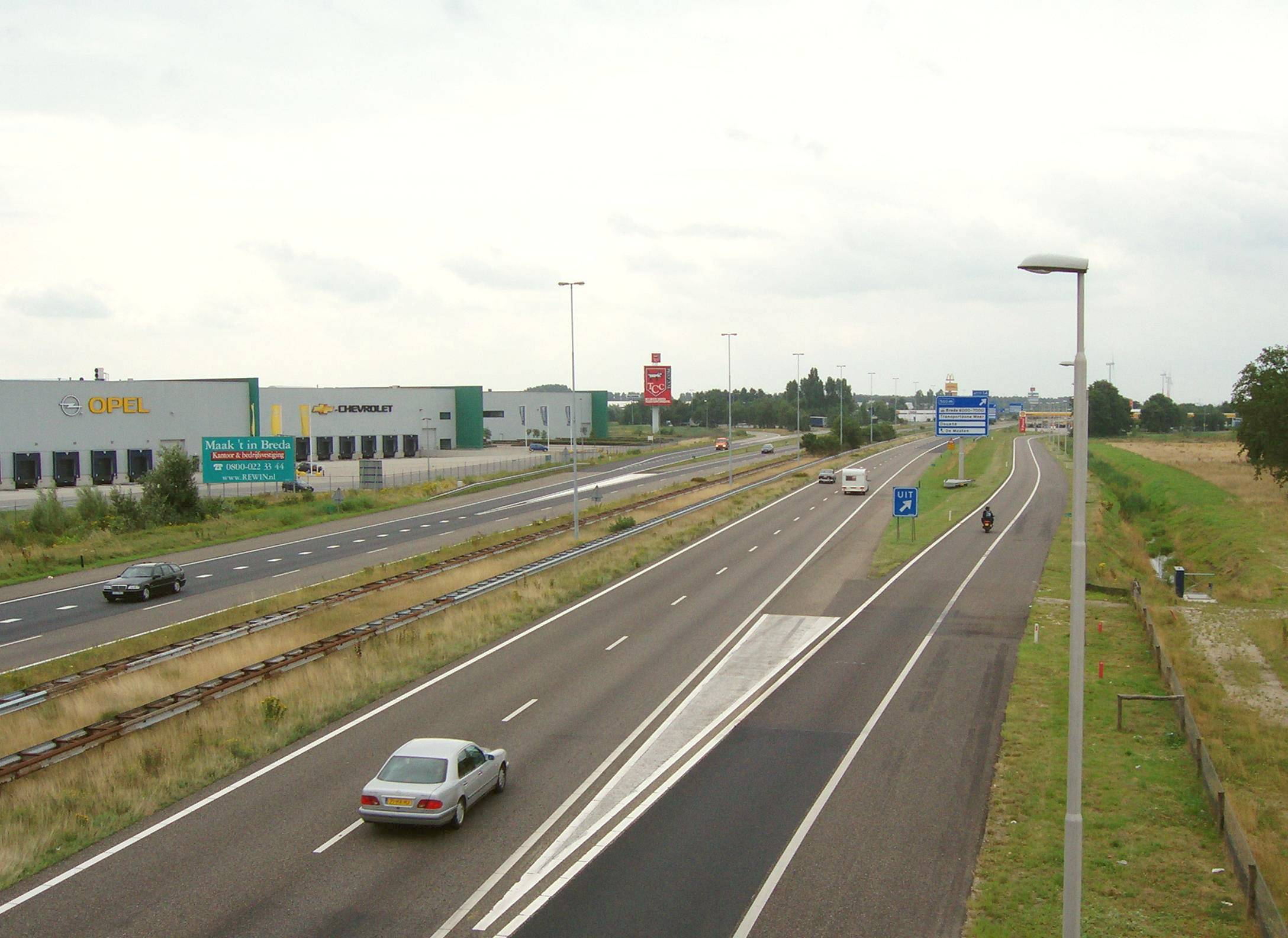
E19
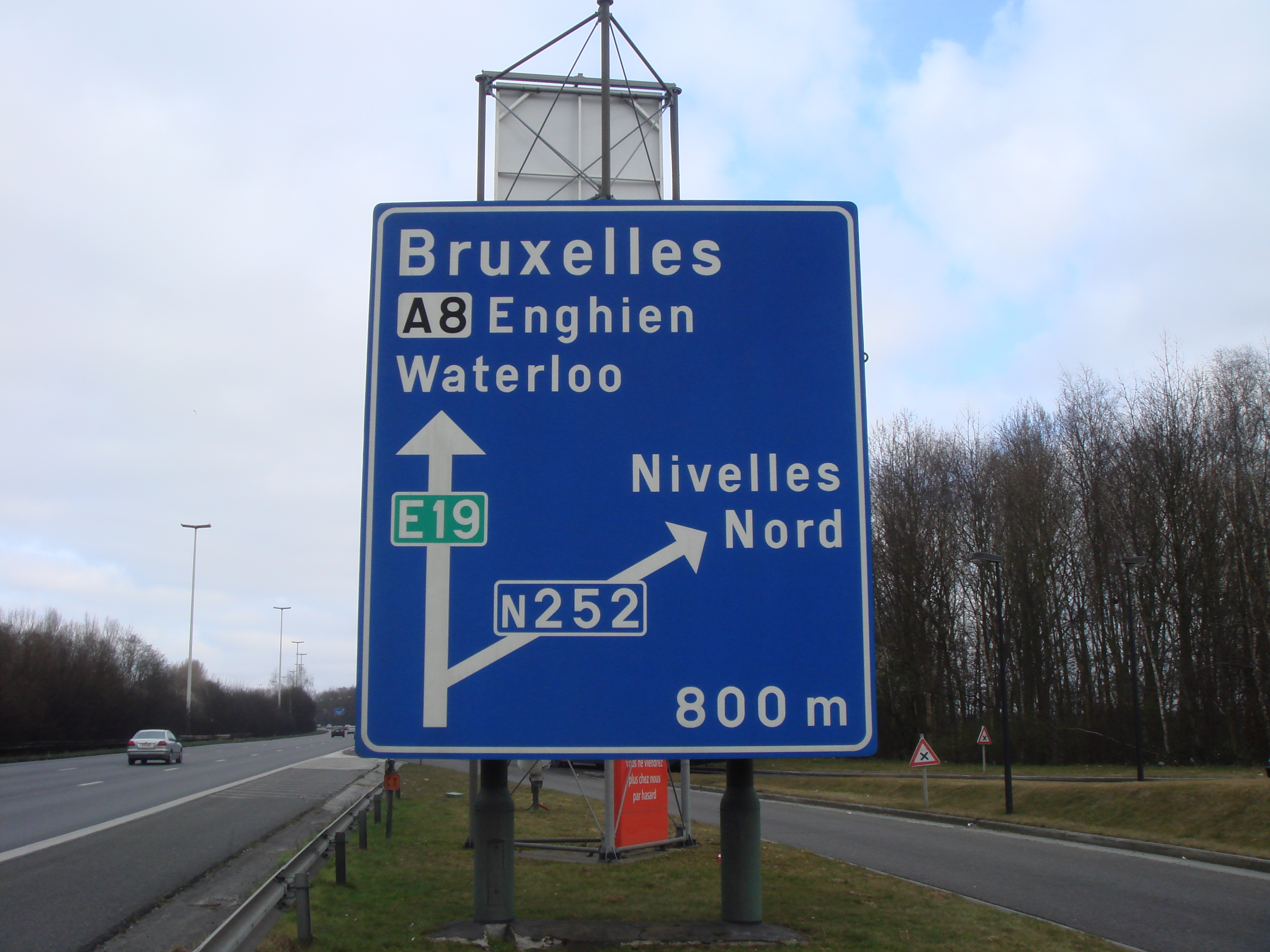
E19 v Belgii
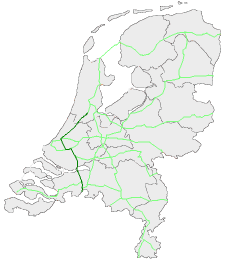
Trasa E19 v Nizozemsku
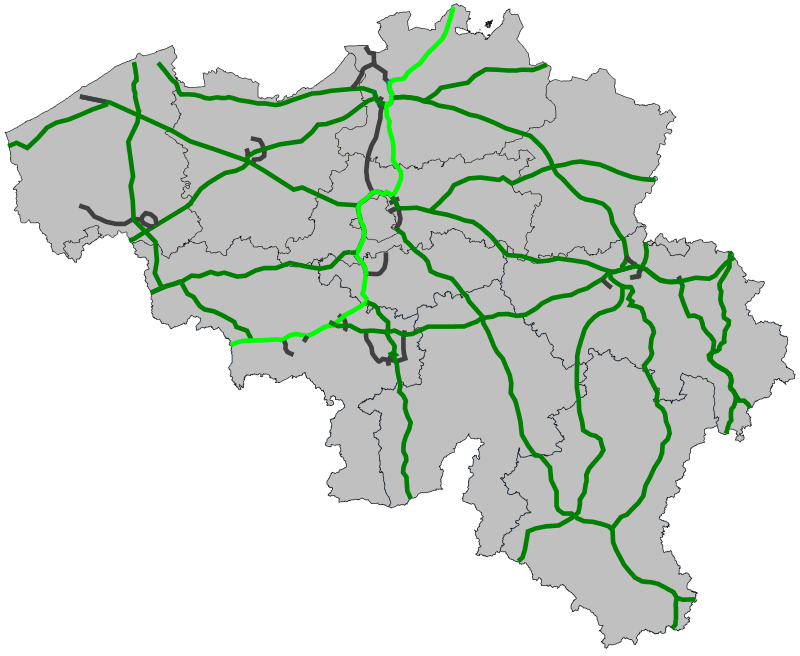
Trasa E19 v Belgii
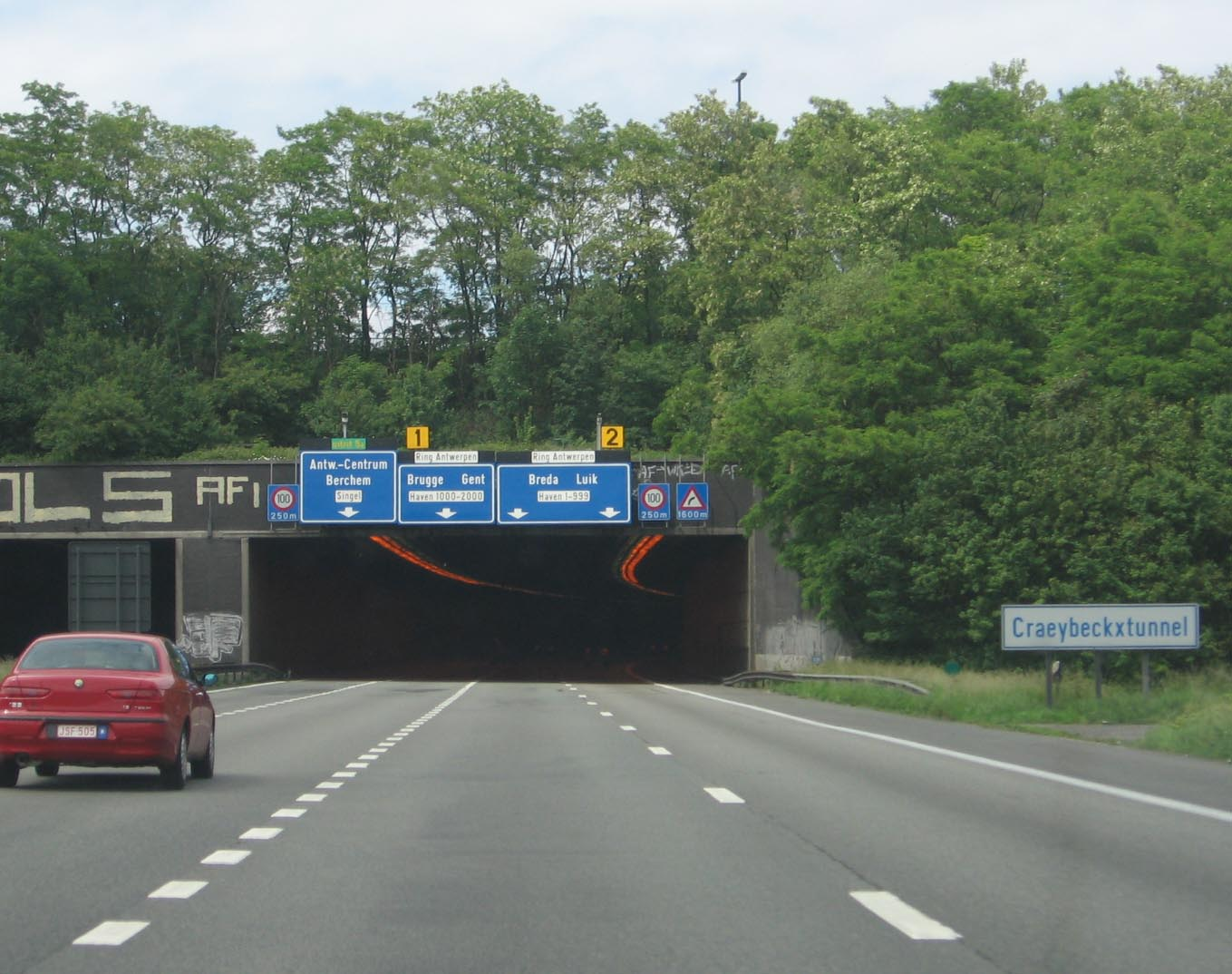
E19 v Belgii
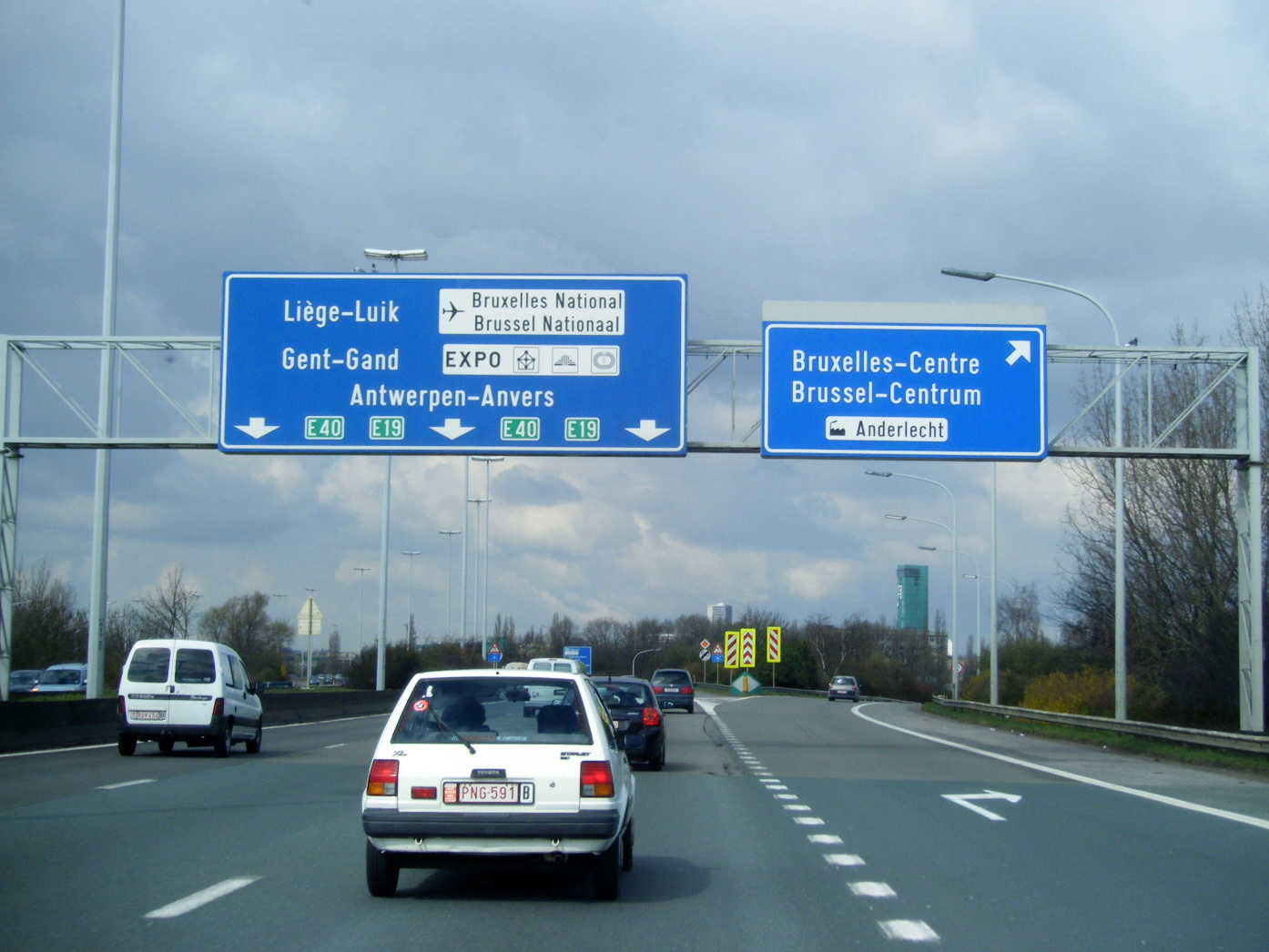
E19 v Bruselu
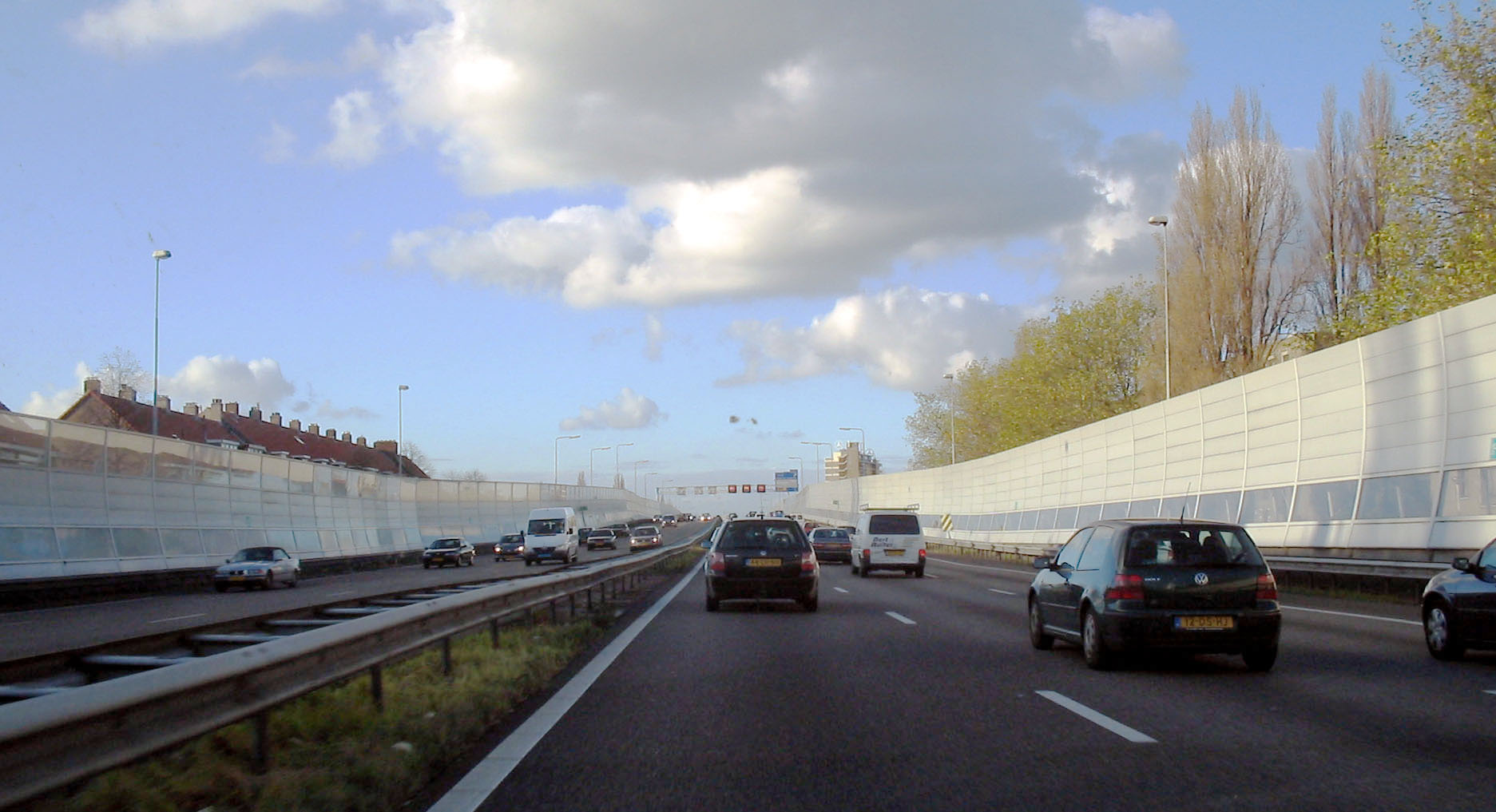
E19 v Rotterdamu